# Ллойд, Нил
Нил Ллойд (англ. Neil Lloyd, род. 1 октября 1966) — антигуанский велогонщик, выступавший на треке и шоссе. Участник летних Олимпийских игр 1988 и 1992 годов.

## Биография
Нил Ллойд родился 1 октября 1966 года.
В 1988 году вошёл в состав сборной Антигуа и Барбуды на летних Олимпийских играх в Сеуле. В гите на 1000 метров занял последнее, 30-е место, показав результат 1 минута 18,324 секунды и уступив 13,825 секунды завоевавшему золото Александру Кириченко из СССР. В гонке по очкам не смог завершить полуфинальный заезд.
В 1992 году вошёл в состав сборной Антигуа и Барбуды на летних Олимпийских играх в Барселоне. В шоссейной групповой гонке на 194,4 км не смог финишировать. В гите на 1000 метров занял предпоследнее, 31-е место, показав результат 1.14,816 и уступив 11,474 секунды завоевавшему золото Хосе Морено из Испании. В гонке по очкам не смог завершить полуфинальный заезд.